# Церква Собору Івана Хрестителя (Кокутківці)
Церква Собору Івана Хрестителя в Кокутківцях — парафія і храм греко-католицької громади Озернянського деканату Тернопільсько-Зборівської архієпархії Української греко-католицької церкви в селі Кокутківці Тернопільського району Тернопільської области.
Оголошена пам'яткою архітектури місцевого значення.

## Історія церкви
Парафія заснована у 1837 році, і тоді ж збудовано храм. Вони належали до УГКЦ з 1837 до 1946 року, а потім, з 1992 року, знову повернулися в її лоно.
Парафія і храм мають статус відпустового місця.
При церкві діє Вівтарна дружина.

## Парохи
- о. Іван Марщівський (з 1992).